# Naemorhedus

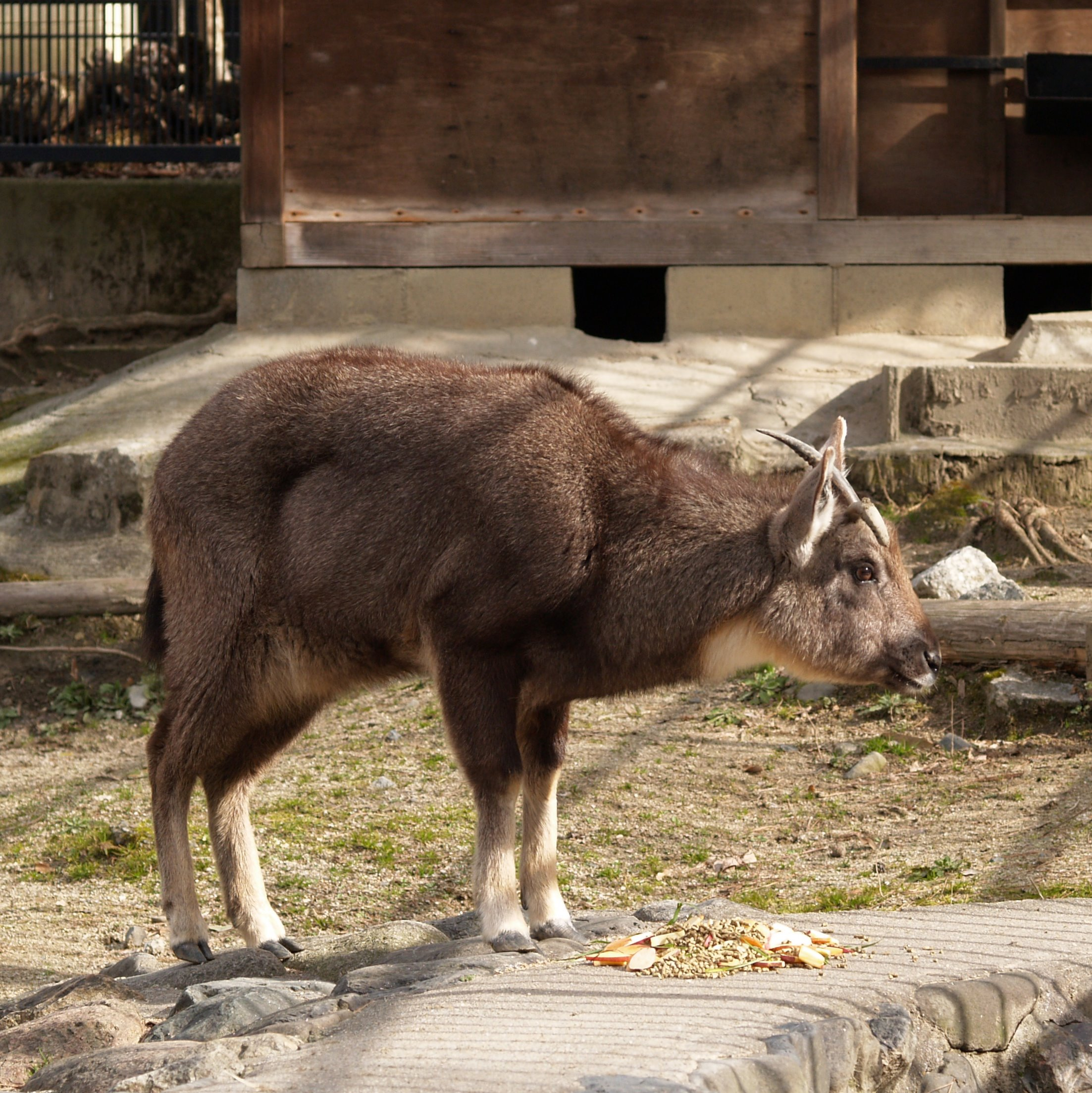
Goral grigio.

Naemorhedus C. H. Smith, 1827 è il genere della sottofamiglia dei Caprini al quale appartengono le quattro specie di goral. Il nome deriva dall'unione dei termini latini nemor («selvatico») e haedus («capra»).

## Descrizione
Al pari dei suoi affini, il capricorno, il camoscio e la capra delle nevi, il goral è un Caprino bene adattato alla vita sulle montagne. Il maschio misura alla spalla fino a 75 cm, è un po' più grande della femmina, e pesa da 25 a 35 kg. Le zampe sono lunghe e robuste, adatte per saltare e arrampicarsi, il mantello è di solito lungo e ispido, con un sottopelo corto e lanoso e lunghi peli grossolani, e le corna, lunghe 15 cm, sono incurvate all'indietro. Ve ne sono quattro specie. Il mantello del goral grigio è ispido, da grigio a grigio-bruno, spesso con strisce nere; è presente anche una macchia bianca sulla gola. Molto simili a questo sono anche il goral della Cina e quello dalla coda lunga. Il goral rosso ha un mantello lungo e ispido, rosso-volpino brillante, senza alcuna chiazza alla gola o al petto. È più piccolo degli altri tre e ha orecchie più corte.

## Distribuzione e habitat
Le varie specie di goral sono diffuse dal Myanmar settentrionale e dal Kashmir, attraverso il sistema montuoso della Cina occidentale e settentrionale, fino alla Corea e alla regione del Sichotė-Alin', nella Siberia orientale. Il goral rosso, la specie più localizzata, vive sulle montagne del Myanmar orientale e dell'Assam, nonché nella regione arida del Brahmaputra superiore, nel Tibet sud-orientale.
I goral occupano una varietà di habitat in diverse parti della loro area di diffusione. Nel Sichuan, il goral della Cina vive ad altitudini di 1500-2500 m nelle ripide, aride e spesso quasi verticali gole dei grandi fiumi (Yangtze, Yalong, Mekong), dove la vegetazione consiste in erbe basse e stoppose e cespugli spinosi come ginepri, crespini e rose. Più su, a 3000-4000 m, esso vive nelle umide valli dei piccoli torrenti di montagna, molto scoscese ma provviste ancora di fitta vegetazione, dai densi cespugli alla foresta. Nella parte settentrionale della sua area di diffusione, nel Sichotė-Alin', il goral dalla coda lunga vive sulle rocce scoscese a precipizio lungo le coste, giù fino al livello del mare; qui, la vegetazione è costituita da querce striminzite, pini di roccia e forme arbustive di acero e ginepro nano, mentre alla sommità vi sono foreste di querce. All'interno della stessa regione, il goral vive ad altitudini fino a 1000 m, su declivi coperti di frammenti di roccia, intercalati a piccole praterie boscose e a foreste caduche.
I goral si incontrano in piccoli gruppi isolati, ed è difficile comprendere in che modo la consanguineità, con i danni che ne derivano, possa essere evitata, dal momento che questi animali non si spostano molto. Il goral rosso si trova ad altitudini maggiori che il grigio. Raramente esso scende molto al disotto dei 2400 m ed è diffuso, d'estate, al disopra del limite della vegetazione arborea, che si aggira sui 3600 m.

## Biologia
D'estate, i goral vivono pascolando, ma in autunno si trasferiscono in regioni più ricche di alberi e si cibano prevalentemente di foglie, ma anche di ghiande, che estraggono da sotto la neve scavando con il loro muso. In febbraio e marzo, quando la caduta di neve è massima, essi mangiano prevalentemente rami. D'inverno, i goral si trovano permanentemente con la neve alla pancia e per muoversi devono saltare. Le femmine e i giovani vivono in gruppi di 2-12 individui, ma i maschi adulti rimangono solitari per la maggior parte dell'anno. I goral sono attivi principalmente al mattino e alla sera. Dopo il pasto del mattino, scendono a valle per l'abbeverata, quindi si distendono al sole su un pianoro, immobili, con i piedi ripiegati di sotto e la testa protesa in avanti.
I maschi si uniscono ai gruppi di femmine a metà o a fine settembre e tornano alla loro vita solitaria dopo l'accoppiamento, che si verifica durante la prima metà di novembre. I piccoli sono partoriti ai primi di maggio nel Sichuan, ma non prima di giugno nel Sichotė-Alin'. Essi rimangono nascosti fra le rocce mentre le femmine pascolano nei paraggi. Di solito viene partorito un solo piccolo; i gemelli sono rari e i parti trigemini ancora più rari. I piccoli poppano fino al tardo autunno, ma rimangono assieme alla madre fino alla primavera successiva. I goral possono vivere fino all'età di 15 anni.

## Conservazione
Nelle zone veramente scoscese, i loro soli predatori importanti sono le aquile, che si impadroniscono dei piccoli. Nelle regioni elevate, ma meno scoscese dell'interno del Sichuan, sono i leopardi a nutrirsi a loro spese. I goral rappresentano un trofeo di scarso pregio per il cacciatore, che spesso caccia con l'ausilio di cani e nei confronti dei quali essi si difendono coraggiosamente con le corna. Quando sono spaventati, emettono un suono sibilante.

## Specie
Il genere Naemorhedus comprende in tutto quattro specie:
- Naemorhedus baileyi Pocock, 1914 - goral rosso;
- Naemorhedus caudatus (Milne-Edwards, 1867) - goral dalla coda lunga;
- Naemorhedus goral (Hardwicke, 1825) - goral grigio;
- Naemorhedus griseus Milne-Edwards, 1871 - goral della Cina.